# The Secrets of Da Vinci : Le Manuscrit interdit
The Secrets of Da Vinci : Le Manuscrit Interdit est un jeu de réflexion et d'aventure créé par Kheops Studio et Mzone Studio sorti le 21 avril 2006 en France.
L'intrigue du jeu vidéo se développe autour d'un manuscrit perdu contenant des travaux secrets de Léonard de Vinci et offre notamment la possibilité de naviguer virtuellement dans le Clos Lucé, sa dernière demeure.

## Trame
Paris, 1522. Valdo, jeune homme plein d'ambition, reçoit une lettre d'un mystérieux commanditaire lui demandant de retrouver un carnet ayant appartenu à Léonard de Vinci. Mécontent d'avoir été renvoyé par Francesco Melzi, disciple du Grand Maître, il décide d'accepter cette mission. Il se rend alors au Manoir du Cloux, près d'Amboise, dernière demeure de Léonard de Vinci qui recèle mille secrets et mystères. Sur place, il se fait passer auprès de Babou de la Bourdaisière, la maîtresse des lieux, pour un apprenti de Francesco Melzi faisant des études sur les machines de Léonard de Vinci restées au Manoir. C'est dans l'ombre de cet alibi qu'il commence ses recherches. La chambre de son hôtesse, l'atelier du Maître, le parc, le pigeonnier... Il explore chaque recoin de la propriété. Au cours de son enquête, il fait la connaissance de nombreux personnages comme Saturnin, un mystérieux gardien qui n'inspire guère confiance, ou même le Roi de France en personne. Afin de mener sa quête à bien, il doit résoudre de nombreuses énigmes initiées par Léonard de Vinci, comme par exemple, remettre en état de fonctionnement certaines de ses œuvres. En suivant les traces du génie, Valdo ne se doute pas du secret qu'il est sur le point de mettre au jour ni des dangers qui l'attendent.

## Système de jeu
The Secrets of Da Vinci utilise un moteur très utilisé par Kheops Studio, permettant au joueur d'évoluer dans des décors statiques réalisés en 3D précalculée complétés par des animations cycliques ponctuelles. Le joueur incarne le personnage qu'il contrôle (on parle de vision subjective, ou de « vue à la première personne »), et peut tourner sur lui-même avec une vision à 360° en regardant librement vers le haut et vers le bas. Une impression de jeu en 3D est ainsi créée, bien que d'un point de vue technique, il ne s'agisse pas de véritable calcul 3D pour l'ordinateur ou la console. Les déplacements du joueur dans son environnement se font selon le système de point and click n'utilisant que la souris, très répandu dans le jeu d'aventure : le curseur reste toujours au centre de l'écran, et le paysage défile lorsque le joueur bouge la souris. Lorsqu'il est possible d'avancer dans le décor, le curseur se transforme en fleur de lys animée ; en cliquant, le joueur se retrouve instantanément à un point du décor vers lequel il a cliqué. Ainsi, le joueur ne peut pas avancer complètement librement dans l'environnement du jeu : il ne peut atteindre que des endroits prédéfinis d'où il dispose d'une vision à 360° sur l'espace qui l'entoure.
Les interactions avec les objets du décor et les personnages se font elles aussi par le système du point and click : le joueur observe les décors en bougeant sa souris à la recherche de zones d'interactions. Lorsqu'il est possible de parler avec une personne, ou qu'un objet peut être récupéré ou actionné, le curseur change de forme. Il suffit dans tous les cas de cliquer sur ces zones pour réaliser une interaction. Le joueur dispose d'un inventaire, lieu de stockage virtuel de divers objets qu'il peut ramasser au cours du jeu, et qu'il pourra utiliser par la suite.
Comme dans la plupart des jeux d'aventure, le scénario du jeu est linéaire : pour avancer dans l'intrigue, le joueur doit nécessairement faire un certain nombre d'actions prédéfinies au cours d'une séquence de jeu de manière à progresser vers une séquence suivante. Cependant, en fonction de certaines actions et décisions du joueur, deux fins sont possibles. Le joueur peut sauvegarder sa partie à tout moment pour la reprendre ultérieurement.

## Doublage
- Valdo : Cyrille Artaux
- Babou : Micky Sébastian
- Saturnin : Marc Brunet
- Hector :
- François 1er : Bernard Tiphaine

## Développement

### Idée d'origine et objectifs principaux
C'est Olivier Train (Totem Studio) qui a eu au départ l'idée de réaliser un jeu dans l'univers de Léonard de Vinci. L'équipe de Totem Studio venait de terminer son travail sur le jeu Au cœur de Lascaux (2005), qui traitait de la naissance de l'art à la Préhistoire, et l'envie est venue de créer un jeu traitant cette fois de la « re-naissance » de l'art vers le XVe siècle. Le personnage de Léonard de Vinci se prêtait particulièrement bien à une intrigue de jeu d'aventure, notamment par les nombreux mécanismes inventés par son génie créatif transposables dans un jeu vidéo sous la forme d'énigmes et de mini-jeux à réaliser.
Dans le making of du jeu, Marianne Tostivint (Totem Studio), responsable du game design, a expliqué que l'équipe de Totem avait la volonté de réaliser des décors fidèles au véritable manoir du Clos Lucé, qui a été la dernière demeure de Léonard de Vinci à Amboise. L'équipe s'est donc rendue plusieurs fois au Clos Lucé pour y prendre des photos. Néanmoins, bien que le plan du manoir et son architecture soient quasiment identiques au bâtiment, l'équipe a été obligée de réinventer en partie le contenu des différentes pièces du manoir et la disposition du mobilier à l'époque de Léonard de Vinci. Le souterrain qui reliait le Clos Lucé au château d'Amboise où séjournait François Ier a aussi été reconstitué dans le jeu. L'idée majeure était de « créer une fiction plausible », permettant de découvrir un passé historique tout en gardant un axe ludique non rébarbatif.

### Réalisation
Le jeu a été entièrement développé en France, et plusieurs petits studios ont participé à sa réalisation. Totem Studio (Paris) a pris en charge le game design du jeu (scénario, imagination de l'emplacement des énigmes et des interactions, etc.), Mzone Studio (situé à Pornic) s'est chargé de la production graphique, tandis que la partie « intégration » s'est faite dans les locaux de Kheops Studio à Paris.
Le choix d'un environnement précalculé a été fait pour permettre de particulièrement travailler les graphismes du jeu. En effet, Marianne Tostivint voulait insister sur la précision et la beauté des décors et de la modélisation en général, de manière à combler les attentes des joueurs de jeux d'aventure davantage tournés vers la contemplation que vers l'action.

### Budget et ventes
Le budget employé pour la création du jeu a été estimé selon l'éditeur Nobilis à une somme comprise entre un et trois millions d'euros. Arnaud Blacher, directeur général de Nobilis, a déclaré à la sortie du jeu : « Nous tablons sur 300.000 unités vendues lors des trois premiers mois du lancement, dont 100.000 en France. Nos prévisions mondiales se situent autour d'un million de pièces ».

## Accueil

### Critiques d'aspect vidéoludique
| Média                                     | PC       |
| ----------------------------------------- | -------- |
| Compilations de plusieurs critiques       |          |
| GameRankings                              | 69,33 %  |
| MobyGames                                 | 71 / 100 |
| Presse généraliste du jeu vidéo           |          |
| AllGame                                   | [ 5 ]    |
| IGN                                       | 7,1 / 10 |
| Jeuxvideo.com                             | 16 / 20  |
| Gamekult                                  | 6 / 10   |
| Jeuxvideo.fr                              | 15 / 20  |
| Presse spécialisée dans le jeu d'aventure |          |
| Adventure Gamers                          | [ 10 ]   |

### Critiques d'aspect historique
Le jeu a souvent été salué par les historiens et les spécialistes de Léonard de Vinci. François Saint Bris, président du Parc du Clos Lucé, a affirmé « le résultat est extraordinaire, on est dans ce jeu dans une réalité qui est plus vraie que la réalité ». Pascal Brioist, spécialiste de Léonard de Vinci, a quant à lui affirmé « je crois que Léonard de Vinci, qui était un grand amateur de jeux de société, n'aurait pas désavoué un tel projet », avant d'ajouter « l'idée d'avoir devant soi la culture matérielle du XVIe siècle, à travers les objets et les habits du quotidien, est tout à fait fascinant ».

### Récompenses
Le site allemand Adventure-Archiv a décerné au jeu le prix du « meilleur jeu éducatif 2006 ».